# 푸니콜라레 코모-브루나테

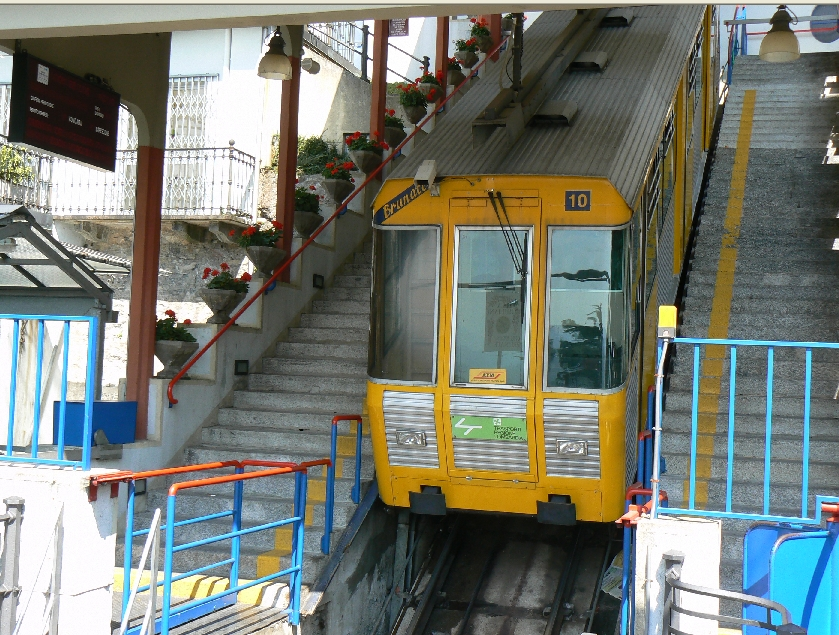
푸니콜라레 코모-브루나테

푸니콜라레 코모-브루나테(Funicolare Como-Brunate)는 이탈리아 코모도의 철도 교통으로, 가스페리 광장에서 출발하여 브루나테 산 정상으로 올라간다.